# Conidiosporomyces ayresii
Conidiosporomyces ayresii är en svampart som först beskrevs av Miles Joseph Berkeley, och fick sitt nu gällande namn av Vánky & R. Bauer 1992. Conidiosporomyces ayresii ingår i släktet Conidiosporomyces och familjen Tilletiaceae.   Inga underarter finns listade i Catalogue of Life.